# 성가신 남자
성가신 남자(Den Brysomme Mannen, The Bothersome Man)는 아이슬란드에서 제작된 옌스 리엔 감독의 2006년 영화이다. 트롬드 파우사 오으르보그 등이 주연으로 출연하였다.

## 출연

### 주연
- 트롬드 파우사 오으르보그

### 조연
- 페르 샤닝
- 앤더스 T. 앤더슨

## 제작진
- 협력프로듀서: 에릭 보겔